# Línea Córdoba
La Línea Córdoba también conocida como Línea Federal  es una línea interna de la Unión Cívica Radical de orientación ideológica radical y liberal, fundada a principios de la década de 1930 en la Provincia de Córdoba.
Angeloz fue el candidato presidencial de la UCR en 1989 con un discurso que se diferenciaba en lo económico del entonces presidente: ponderaba las privatizaciones y el recorte del gasto público, perdió contra Carlos Menem.

## Historia
La Línea Córdoba se fundó a principios de la década de 1930 en la provincia de Córdoba, de pensamiento Sabattinista (por Amadeo Sabattini). Este grupo interno es el sector más viejo del radicalismo cordobés; varios líderes políticos conocidos pertenecieron a este grupo y lo lideraron.
Este grupo ha tenido dos candidatos a presidente de la nación Arturo Umberto Illia (1963) y Eduardo Angeloz (1989) además de 3 candidatos a Vicepresidente Santiago del Castillo (1958), Víctor Martínez (1983) y Antonio María Hernández (1995). La Línea Córdoba ha liderado el radicalismo cordobés toda la década de 1960, 1970, 1980 hasta 1997 donde el radicalismo ganó varias veces la gobernación de la provincia Amadeo Sabattini (1936-1940), Santiago del Castillo (1940-1943), Justo Páez Molina (1963-1966) y  Eduardo Angeloz (1983-1995) y la intendencia de la ciudad de Córdoba entre ellas la grandes intendencias de Víctor Martínez (1963-1966), Ramón Mestre (1983-1991) y Rubén Américo Martí (1991-1999) también varias intendencias de la provincia y sin olvidar la presidencia de Arturo Illia. Desde 1988 hasta el año 2005 cambió su nombre por Línea Federal, ya que el grupo interno llegó a estar en todas las provincias y los conocían como Angelocistas y llegó a tener varios representantes en el Congreso Nacional entre ellos a Juan Octavio Gauna referente en la ciudad de Buenos Aires. Desde 2005 volvió a retomar el nombre de Línea Córdoba, que conserva hasta la actualidad.

#### Elecciones Presidenciales Argentina 1963
Para las Elecciones presidenciales de Argentina de 1963 el presidente del Comité Nacional de la UCR, Ricardo Balbín decidió bajar su candidatura y le ofreció al doctor Arturo Illia líder de la Línea Córdoba, ex vicegobernador de Córdoba (1940-1943) y diputado nacional (1948-1952) ser el candidato a presidente.
| Candidato a presidente             | Candidato a vicepresidente         | Candidato a vicepresidente         | Partido o alianza                   | Partido o alianza                                | Voto popular | Voto popular | Voto electoral | Voto electoral |
| Candidato a presidente             | Candidato a vicepresidente         | Candidato a vicepresidente         | Partido o alianza                   | Partido o alianza                                | Votos        | %            | Votos          | %              |
| ---------------------------------- | ---------------------------------- | ---------------------------------- | ----------------------------------- | ------------------------------------------------ | ------------ | ------------ | -------------- | -------------- |
| Arturo Umberto Illia               | Carlos Humberto Perette            | Carlos Humberto Perette            |                                     | Unión Cívica Radical del Pueblo (UCRP)           | 2.441.064    | 31,90%       | 168            | 35,29%         |
| Oscar Alende                       | Celestino Gelsi                    | Celestino Gelsi                    |                                     | Unión Cívica Radical Intransigente (UCRI)        | 1.593.002    | 20,82%       | 113            | 23,74%         |
| Pedro Eugenio Aramburu             |                                    | Arturo J. Etchevehere              |                                     | Unión del Pueblo Argentino (UDELPA)              | 728.662      | 9,52%        | 41             | 8,61%          |
| Pedro Eugenio Aramburu             | Horacio Thedy                      |                                    | Partido Demócrata Progresista (PDP) | 633.934                                          | 8,28%        | 33           | 6,93%          |                |
| Pedro Eugenio Aramburu             | UDELPA-PDP                         | UDELPA-PDP                         | UDELPA-PDP                          | 1.362.596                                        | 17,80%       | 74           | 15,55%         |                |
| Emilio Olmos                       | Emilio Jofré                       | Emilio Jofré                       |                                     | Federación Nacional de Partidos de Centro (FNPC) | 499.822      | 6,53%        | 29             | 6,09%          |
| Horacio Sueldo                     | Francisco Eduardo Cerro            | Francisco Eduardo Cerro            |                                     | Partido Demócrata Cristiano (PDC)                | 434.823      | 5,68%        | 22             | 4,62%          |
| Alfredo Palacios                   | Ramón I. Soria                     | Ramón I. Soria                     |                                     | Partido Socialista Argentino (PSA)               | 268.339      | 3,51%        | 12             | 2,52%          |
| Alfredo Orgaz                      | Rodolfo Fitte                      | Rodolfo Fitte                      |                                     | Partido Socialista Democrático (PSD)             | 258.787      | 3,38%        | 10             | 2,10%          |
| Otros                              | Otros                              | Otros                              | Otros                               | Otros                                            | 774.252      | 10,12%       | 53             | 11,13%         |
|                                    |                                    |                                    |                                     |                                                  |              |              |                |                |
| Votos válidos                      | Votos válidos                      | Votos válidos                      | Votos válidos                       | Votos válidos                                    | 7.651.985    | 78,80%       |                |                |
| Votos en blanco                    | Votos en blanco                    | Votos en blanco                    | Votos en blanco                     | Votos en blanco                                  | 1.884.435    | 19,41%       |                |                |
| Votos anulados                     | Votos anulados                     | Votos anulados                     | Votos anulados                      | Votos anulados                                   | 173.696      | 1,79%        |                |                |
| Total de votos                     | Total de votos                     | Total de votos                     | Total de votos                      | Total de votos                                   | 9.710.116    | 100,00%      | 476            | 100,00%        |
| Votantes registrados/participación | Votantes registrados/participación | Votantes registrados/participación | Votantes registrados/participación  | Votantes registrados/participación               | 11.356.240   | 85,50%       |                |                |

#### Apoyo en internas presidenciales UCR de la Nación 1972
En 1972 la Línea Córdoba liderada por Víctor Martínez apoyo en las internas UCR a presidente de la nación a la fórmula Alfonsín-Storani que perdió contra la fórmula Balbín-Gamond.

#### Víctor Martínez busca la gobernación de Córdoba
En 1973 Víctor Martínez quien fue intendente de la ciudad de Córdoba entre 1963 a 1966 fue elegido para ser el candidato radical a las Elecciones provinciales de Córdoba de 1973 acompañado por el senador provincial Felipe Celli. Debido al buen resultado de las elecciones tuvieron que ir a una segunda vuelta donde el radicalismo salió en segundo lugar perdiendo contra el candidato peronista Ricardo Obregón Cano.
Se destaca que fue la única elección en Córdoba hasta la actualidad donde hubo segunda vuelta y un debate televisado entre los dos candidatos principales,Martínez y Obregón Cano.

#### Recuperación de la Democracia 1983
En 1983 Alfonsín eligió como compañero de fórmula a Víctor Martínez para las Elecciones presidenciales de Argentina de 1983 la cual ganaron al Peronismo y Martínez asumió el cargo de vicepresidente de la nación el 10 de diciembre, cargo que ejerció hasta 1989.
En la ciudad de Córdoba, Alfredo Orgaz quien era el candidato de la lista n°1 (Línea Córdoba y MRyC) fue elegido presidente del Comité Capital para el periodo 1983-1985 ganándole a Aldo Villarreal de la lista n°2 (Línea Nacional y MAY) por 85% a 15% y en 1985 buscó su reelección por dos años más enfrentándose a Fernando Montoya presidente del concejo deliberante de la ciudad quien pertenecía al mismo grupo interno pero apoyaba al sector del intendente Ramón Mestre, aunque Orgaz triunfo no logró el 70% de los votos de los afiliados pero quedó bien posicionado como precandidato a intendente de 1987.
|  | 64,70 % |

|  | 35,30 % |

|  | 100 % |

#### Angeloz candidato a Presidente 1989
En 1988 Alfonsín propone que el gobernador Eduardo Angeloz sea el candidato a presidente por el radicalismo al ser el gobernador que más votos saco contra el peronismo y Angeloz eligió como candidato a vicepresidente a Juan Manuel Casella que sacó un buen porcentaje en la provincia de Buenos Aires como candidato a gobernador en 1987. Al enterarse el senador Luis León se opone y lanza su candidatura para presidente y elige como su compañero de fórmula al embajador en Egipto Carlos Yeregui, por lo cual se definiría en una interna donde la fórmula Angeloz-Casella vence a la fórmula León-Yeregui
|  | 88,64 % |

|  | 11,36 % |

|  | 100,00 % |

|  | 29,24 % |

|  | 70,76 % |

En las elecciones generales Angeloz resulta derrotado por Carlos Menem al obtener el 37.10 % contra el 48.51 % de Menem.

#### Apoyo de la Línea a Melchor Posse para interna gobernador Buenos Aires 1991
En las internas a gobernador de Buenos Aires de 1991, La Línea Federal apoyo al intendente de San Isidro Melchor Posse que llevaba como candidato a vicegobernador al ex intendente de Avellaneda (1983-1989), Luis Raúl Sagol. La fórmula salió segundo por detrás de Juan Carlos Pugliese y por delante del bahiense Juan Carlos Cabiron.
|  | 41,89 % |

|  | 34,43 % |

|  | 23,67 % |

### Primarias presidenciales de la Unión Cívica Radical de 1994[8]
En 1994 La Línea Federal hizo una alianza con el alfonsinismo y se eligió al gobernador de Río Negro, Massaccesi como candidato a presidente y la Línea Federal coloco al candidato a vicepresidente el abogado y diputado nacional Antonio María Hernández. Pero debieron ir a internas ya que el diputado nacional Federico Storani no estaba de acuerdo y deseaba buscar la candidatura a presidente por el radicalismo y presentó a Rodolfo Terragno como su candidato a vice.
|  | 62,11 % |

|  | 37,89 % |

### Elecciones Internas a Gobernador de Córdoba

#### Elecciones internas 1991
En 1991, Eduardo Angeloz buscaría su tercer mandato pero el intendente Mestre que ese mismo año terminaba su segundo mandato en la ciudad y se había alejado de la Línea Federal, creó su propio grupo interno el MPR (Movimiento de Participación y Renovación), anunció que buscaría la candidatura a gobernador.
Angeloz le propuso que fuera su candidato a vicegobernador pero Mestre rechazo e insistió en que el debía ser El candidato a gobernador. Angeloz entonces le propuso al senador nacional, Edgardo Grosso que lo acompañe como en 1983 en la fórmula. A Mestre por su parte lo acompañaría como candidato a vicegobernador el intendente de río cuarto, Miguel Abella.
| Fórmula                                   | Grupo Interno                            | Votos | Porcentaje |
| ----------------------------------------- | ---------------------------------------- | ----- | ---------- |
| Eduardo Angeloz Edgardo Grosso            | Línea Federal                            |       | 83,00%     |
| Ramón Bautista Mestre Miguel Ángel Abella | Movimiento de Participación y Renovación |       | 17,00%     |

#### Elecciones Internas 1998
En el año 1998, La Línea Federal decide ir a internas para enfrentar al gobernador Ramón Mestre para eso presentó al ex vicegobernador, Edgardo Chiche Grosso para gobernador y al exministro de gobierno de Angeloz y senador provincial, Eduardo Capdevila como candidato a vicegobernador. El MODESO (Alfonsinismo) anunció que apoyaría a la Línea Federal en la interna.
|  | 59,02 % |

|  | 40,13 % |

### Elecciones interna a Intendente ciudad de Córdoba

#### Elecciones internas 1999
En el año 1998 el Diputado Nacional, Fernando Montoya decidió presentarse como precandidato a intendente de Córdoba para las elecciones de 1999, pero para poder ganar la candidatura debía ir a internas contra el ex Vicegobernador (1987-1991) y Diputado Nacional (1993-2001), Mario Negri.
|  | 74,72 % |

|  | 18,07 % |

#### Elecciones internas 2007
En el año 2007 Montoya vuelve a presentarse como precandidato a Intendente pero esta vez debería enfrentar en internas al Presidente del Comité Capital del partido, Ramón Javier Mestre, pero al ver el apoyo que estaba obteniendo Mestre, decidió bajar su precandidatura el 5 de mayo a solo días de la fecha de la interna

#### Elecciones internas 2011
En 2009 el abogado y exsecretario por concurso público de antecedentes y oposición de los Juzgados Administrativos Municipales de la ciudad de Córdoba. Año 2005-2006.Jorge Orgaz sobrino de Carlos Alfredo Orgaz lanzó su precandidatura a intendente por el grupo interno Compromiso Radical para las elecciones de 2011
En las elecciones internas del año 2011 la Línea Córdoba apoyo a dos candidatos de los cuatro que se presentaron. Apoyaron al concejal Mario Rey y a Jorge Orgaz acompañado por Fernando Garate el primero salió segundo con el 10% y el segundo salió cuarto con el 2,50%

### Actualidad (2017-presente)
Javier Fabre fue presidente del sector desde marzo de 2017 a diciembre de 2023 con Horacio Savid, Laura Laborde y Javier Orgaz hijo de Carlos Alfredo Orgaz como vicepresidentes primero, segundo y tercero. Jorge Oscar Orgaz fue el presidente del sector en la ciudad de Córdoba hasta 2023. También fue presidente de La Línea en la ciudad el ex intendente Rubén Martí y el exconcejal (1995-1999),Eduardo Angeloz (hijo) en el año 1999 tras ganar una interna dentro de La Línea al grupo Montoya.
Desde el 16 de diciembre de 2023 preside el grupo interno en la provincia Paola Campitelli con Jorge Savid como vicepresidente. En la ciudad de Córdoba quien preside el grupo interno es Javier Orgaz (exvicepresidente Línea Córdoba en la provincia y asesor en la Legislatura).
Jorge Sappia exministro de trabajo de Angeloz fue presidente de la Convención Nacional de la Unión Cívica Radical desde abril de 2017 hasta abril de 2022 cuando lo sucedió Gastón Manes hermano del diputado nacional,Facundo Manes.

### Convencionales UCR Nacionales (2018- presente)

#### (2018-2024)
- Jorge Sappia (Pte. Convención Nacional 2017-2022)
- Eduardo Angeloz (hijo)
- Jorge Oscar Orgaz
- Felipe Hipólito Botta
- Mónica Sermani
- María Lidia Ludueña

#### (2024-actualidad)
- Javier Horacio Fabre
- Horacio Savid
- Alfredo Javier Orgaz

#### Precandidatura a Intendente Ciudad de Córdoba 2019
En diciembre de 2018 la Línea Córdoba presentó al subaministrador General de Justicia Administrativa Municipal de Faltas (2011-2019), Jorge Orgaz como precandidato a Intendente de la ciudad de Córdoba para 2019, de la lista de concejales Orgaz dijo “Es una lista con mucha gente joven para plantear el tema de la renovación”, dijo Orgaz, quien estuvo acompañado en la fórmula por Juan Gear. En las internas que serían el 17 de marzo de 2019 fueron canceladas

#### Precandidaturas Diputados Nacionales 2019
Para las elecciones primarias Legislativas de agosto de 2019 y luego de 22 años el presidente del sector Javier Fabre presentó una lista de diputados nacionales que el encabezaba para competir dentro de Juntos por el Cambio, su lista se llamó SOMOS y salió segunda fuerza de las tres que se presentaron (la tercera fuerza fue la del legislador Miguel Nicolás que sacó 16 mil votos).
La elección dentro de Juntos por el Cambio no fue en igualdad de condiciones ya que solamente la lista de Mario Negri iba pegada a la boleta del presidente Mauricio Macri.
- 1) Javier Horacio Fabre,
- 2) Paola Campitelli,
- 3) Sebastián Laborde (Vicuña Mackenna),
- 4) Luciana Orgaz (La Calera),
- 5) Gabriel Pellizzon (Los Surgentes),
- 6) Fabrina Trombotto (La Puerta),
- 7) Martin Erregarena (Laboulaye),
- 8) Verónica Bordin Carrizo (Carlos Paz),
- 9) Juan María Gear.

Suplentes: María Ludueña (Villa Santa Rosa), “Tato” Bedran, Jesica Flaumer (Villa del Dique), Dioni Harrington, Yanina Zanella (Villa del Rosario), Julio Pusterla.

#### Elecciones 2023
Para las elecciones a gobernador 2023, La Línea Córdoba presentaba la candidatura de Javier Fabre para ir a una interna contra el senador nacional, Luis Juez ya que no estaban de acuerdo con que Juez fuera el candidato de Juntos por el Cambio. Finalmente la interna no se hizo.
Para las Elecciones a intendente de Córdoba, el Angelocismo apoyo la candidatura del diputado nacional, Rodrigo de Loredo quien le dio un lugar en la lista de Concejales a La Línea, siendo el candidato a concejal Javier Fabre quien resultó electo en el cargo en la elección y quién juro cómo concejal en noviembre pero empezó sus funciones en diciembre. De Loredo había perdido pero logró meter 14 concejales.
En la ciudad de Villa María, el abogado y convencional nacional de la UCR, Felipe Botta buscaba la candidatura a intendente pero sobre el final aceptó encabezar la lista de concejales la cual salió segundo pero resultó electo, el candidato a intendente fue el legislador provincial del PRO, Darío Capitani. De esta manera La Línea Córdoba volvió a tener un concejal en esa ciudad.
En el pueblo de Los Surgentes, el excandidato a diputado (2019), Gabriel Pellizzon resultó electo intendente. Su lista de concejales estaba echa por mayormente candidatos que no venían de la política, había pocos militantes del partido en esa lista.
En toda la provincia la Línea Córdoba logró colocar y ser electos más de 30 concejales.

#### Algunos de los líderes fueron
- Amadeo Sabattini (1892-1960), gobernador de Córdoba (1936-1940).
- Santiago H. del Castillo (1898-1962), gobernador de Córdoba (1940 - 1943).
- Arturo Umberto Illia (1900-1983),[23] Presidente de la Nación (1963 - 1966).
- Víctor Martínez (1924-2017), intendente de Córdoba (1963 - 1966) y Vicepresidente de la Nación (1983 - 1989).
- Eduardo Angeloz (1931-2017),[24] exgobernador de Córdoba (1983 - 1995) y excandidato a presidente 1989.
- Carlos Alfredo Orgaz (1938-2015),[25] Diputado Nacional (1987 - 1995) y exvicepresidente del Radicalismo Nacional (1988-1993).
- Edgardo Grosso, vicegobernador de Córdoba (1983 - 1987 y 1991 - 1995).
- Mario Brook (1944-1997), senador provincial (1983-1989 y 1993-1997), diputado nacional (1989-1993)
- Jorge Humberto Neder (1939-1999), senador provincial (1989-1993) y diputado nacional (1993-1997)

#### Algunos que pertenecieron a La Línea
- Ramón Mestre (1937-2003), intendente de Córdoba (1983 - 1991) y exgobernador de Córdoba (1995 - 1999)
- Rubén Américo Martí (1941-2013), intendente de Córdoba (1991 - 1999)
- Jorge de la Rúa (1942-2015), fiscal de estado de la provincia (1983-1985) y ministro de Función Pública y de la Reforma Administrativa de la Provincia (1987-1991).
- Luis Molinari Romero, Vicegobernador de Córdoba (1995 - 1999) y Senador Nacional (1998-2001)
- Fernando Montoya, diputado nacional (1997 - 2005)
- Marcos Cristian Martínez, diputado provincial (1987-1991 y 1995-1999)
- José Cafferata Nores, presidente de la Cámara de Diputados Provincial (1991-1992), ministro Desarrollo Social (1992-1995) y Diputado Nacional (1995-1999)
- Juan Octavio Gauna (1937-2019), Diputado nacional por la ciudad de Buenos Aires (1991-1995)
- Antonio María Hernández (1949-), diputado nacional (1991-1995)
- Macario Carrizo (1919-1990), Senador Nacional (1986-1987), ministro de Agricultura, Ganadería y Recursos Renovables  (1987-1990)

## Presidentes de la Línea Córdoba/Línea Federal
| N.º | Presidente           | Período                                       | Vicepresidentes                                   | Notas                                                                                          |
| --- | -------------------- | --------------------------------------------- | ------------------------------------------------- | ---------------------------------------------------------------------------------------------- |
|     | Luis Molinari Romero | 18 de noviembre de 1995 - 1997                | 1) Fernando Montoya 2) Luis Caronni               | Renuncia como presidente a principios de abril de 1997 para aliarse con Mestre, Marti y Negri. |
|     | Edgardo Grosso       | mayo de 1997 - 1999                           | 1)Fernando Montoya 2)Luis Caronni                 | Asume por renuncia de Molinari Romero.                                                         |
|     | Eduardo O. Capdevila | 1999 - 10 de febrero de 2001                  | Fernando Montoya                                  |                                                                                                |
|     | Eduardo Angeloz      | 10 de febrero de 2001 17 de marzo de 2017     | Fernando Montoya                                  |                                                                                                |
|     | Javier Fabre         | 17 de marzo de 2017 - 16 de diciembre de 2023 | 1) Horacio Savid 2) Laura Laborde 3) Javier Orgaz |                                                                                                |
|     | Paola Campitelli     | 16 de diciembre de 2023 - actualidad          | 1) Jorge Savid                                    |                                                                                                |

| N.º | Presidente en la ciudad de Córdoba | Período                          | Vicepresidentes | Notas                                            |
| --- | ---------------------------------- | -------------------------------- | --------------- | ------------------------------------------------ |
|     | Fernando Montoya                   | 1998 - 1999                      |                 | Asume por qué el grupo Marti se va de La Línea.  |
|     | Eduardo Angeloz (hijo)             | 1999 - 2001                      |                 | Asume tras ganarle una interna al grupo Montoya. |
|     | Jorge Oscar Orgaz                  | 17 de marzo de 2017 - actualidad |                 |                                                  |

## Precandidatos e Intendentes de la ciudad de Córdoba
| N.º | Intendente          | Período                                         | Notas |
| --- | ------------------- | ----------------------------------------------- | --- |
|     | Víctor Martínez     | 12 de octubre de 1963 28 de junio de 1966       | |
|     | Eduardo Angeloz     |                                                 | Precandidato a intendente para las elecciones de 1967 pero no compitió debido al golpe de Estado de 1966.                      |
|     | Ramón Mestre        | 10 de diciembre de 1983 10 de diciembre de 1991 | Electo en 1983 y se fue de la Línea Córdoba en 1991 y crea su propio grupo interno (Movimiento de Participación y Renovación). |
|     | Rubén Américo Martí | 10 de diciembre de 1991 10 de diciembre de 1999 | Electo en 1991 y se fue de la Línea Córdoba en 1998.                                                                           |
|     | Fernando Montoya    |                                                 | Precandidato a intendente de Córdoba en 1999 perdiendo 18,07% contra 74,72% de Mario Negri y precandidato en 2007.             |
|     | Jorge Oscar Orgaz   |                                                 | Precandidato a intendente en 2011 y en 2019 se canceló la interna.                                                             |

## Precandidatos y Gobernadores de Córdoba
| N.º | Gobernador               | Vicegobernador                                   | Período                                         | Notas |
| --- | ------------------------ | ------------------------------------------------ | ----------------------------------------------- | --- |
|     | Santiago H. del Castillo | Arturo Umberto Illia                             | 17 de mayo de 1940 19 de junio de 1943          | |
|     | Arturo Umberto Illia     | Arturo Zanichelli                                |                                                 | La fórmula la encabezó el diputado nacional, Arturo Illia quien llevó al senador provincial, Zanichelli como vicegobernador en esa ocasión perdieron las Elecciones en 1951                                             |
|     | Arturo Umberto Illia     | Justo Páez Molina                                |                                                 | Antes de las elecciones fueron a internas las cuales ganaron contra la fórmula Oddone- Spertino.Ganaron las Elecciones a gobernador de 1962 pero no pudo asumir ya que el gobierno militar anula los resultados.        |
|     | Justo Páez Molina        | Hugo Leonelli (fue propuesto por Eduardo Gamond) | 12 de octubre de 1963 28 de junio de 1966       | |
|     | Victor Martinez          | Felipe Celli                                     |                                                 | Perdió las Elecciones de 1973 en segunda vuelta. |
|     | Eduardo Angeloz          | Edgardo Grosso                                   | 10 de diciembre de 1983 10 de diciembre de 1987 | |
|     | Eduardo Angeloz          | Mario Negri (Alfonsinista)                       | 10 de diciembre de 1987 10 de diciembre de 1991 | |
|     | Eduardo Angeloz          | Edgardo Grosso                                   | 10 de diciembre de 1991 12 de julio de 1995     | Ganó las internas al intendente Ramón Mestre 83% a 17% quien buscaba la candidatura. Se ganó las elecciones pero en 1995 el gobierno renunció meses antes del cumplimiento del mandato.                                 |
|     | Edgardo Grosso           | Eduardo O. Capdevila                             |                                                 | La fórmula se presentó a internas en 1998 contra el entonces gobernador Ramón Mestre y su candidato a vice Miguel A. Abella. el resultado fue Grosso-Capdevila 40% Mestre-Abella 59%.                                   |
|     | Javier Fabre             | Paola Campitelli                                 |                                                 | La Línea Córdoba había presentado a la fórmula Fabre-Campitelli para ir a una interna dentro de Juntos por el Cambio contra la fórmula Juez (FC)-Carasso (UCR) para las Elecciones de 2023. Está interna fue cancelada. |

## =Primarias presidenciales de la Unión Cívica Radical de 1988
|  | 88,64 % |

|  | 11,36 % |

|  | 100,00 % |

|  | 29,24 % |

|  | 70,76 % |

|                     |     | Angeloz/Casella (LC + MRC) | Angeloz/Casella (LC + MRC) | Angeloz/Casella (LC + MRC) | León/Yeregui (MAY) | León/Yeregui (MAY) | León/Yeregui (MAY) |
| Provincia           | El. | Votos                      | %                          | El.                        | Votos              | %                  |                    |
| ------------------- | --- | -------------------------- | -------------------------- | -------------------------- | ------------------ | ------------------ | ------------------ |
| Buenos Aires        |     | 174.007                    | 88,06                      |                            | 22.252             | 11,34              |                    |
| Capital Federal     |     | 47.751                     | 83,49                      |                            | 9.443              | 16.51              |                    |
| Catamarca           |     | 9.311                      | 92,49                      |                            | 756                | 7,51               |                    |
| Chaco               |     | 14.742                     | 41,87                      |                            | 20.467             | 58,13              |                    |
| Chubut              |     | 5.361                      | 89,39                      |                            | 636                | 10,61              |                    |
| Córdoba             |     | 130.458                    | 96,65                      |                            | 4.515              | 3,35               |                    |
| Corrientes          |     | 15.964                     | 85,64                      |                            | 2.676              | 14,36              |                    |
| Entre Ríos          |     | 27.554                     | 89,00                      |                            | 3.406              | 11,00              |                    |
| Formosa             |     | 21.365                     | 92,70                      |                            | 1.683              | 7,30               |                    |
| Jujuy               |     | 4.419                      | 90,59                      |                            | 459                | 9,41               |                    |
| La Pampa            |     | 4.859                      | 87,31                      |                            | 706                | 12,69              |                    |
| La Rioja            |     | 6.524                      | 96,49                      |                            | 237                | 3,51               |                    |
| Mendoza             |     | 23.126                     | 87,96                      |                            | 3.165              | 12,04              |                    |
| Misiones            |     | 22.315                     | 90,86                      |                            | 2.244              | 9,14               |                    |
| Neuquén             |     | 3.718                      | 88,84                      |                            | 467                | 11,16              |                    |
| Río Negro           |     | 18.414                     | 92,01                      |                            | 1.599              | 7,99               |                    |
| Salta               |     | 21.296                     | 90,86                      |                            | 2,141              | 9,14               |                    |
| San Juan            |     | 12.115                     | 89,77                      |                            | 1.381              | 10,23              |                    |
| San Luis            |     | 6.615                      | 90,28                      |                            | 712                | 9,72               |                    |
| Santa Cruz          |     | 4.230                      | 90,00                      |                            | 470                | 10,00              |                    |
| Santa Fe            |     | 86.615                     | 92,07                      |                            | 7.457              | 7,93               |                    |
| Santiago del Estero |     | 19.144                     | 93,76                      |                            | 1,273              | 6,24               |                    |
| Tierra del Fuego    |     | 634                        | 76,29                      |                            | 197                | 23,71              |                    |
| Tucumán             |     | 38.578                     | 91.08                      |                            | 3.776              | 8,92               |                    |
| Total               |     | 719.115                    | 88,64                      |                            | 92.118             | 11,36              |                    |